# Kituvia spinifera
Kituvia spinifera – gatunek kosarza z podrzędu Laniatores i rodziny Assamiidae. Jedyny znany przedstawiciel monotypowego rodzaju Kituvia.

## Występowanie
Gatunek został wykazany z Zairu.